# 델로

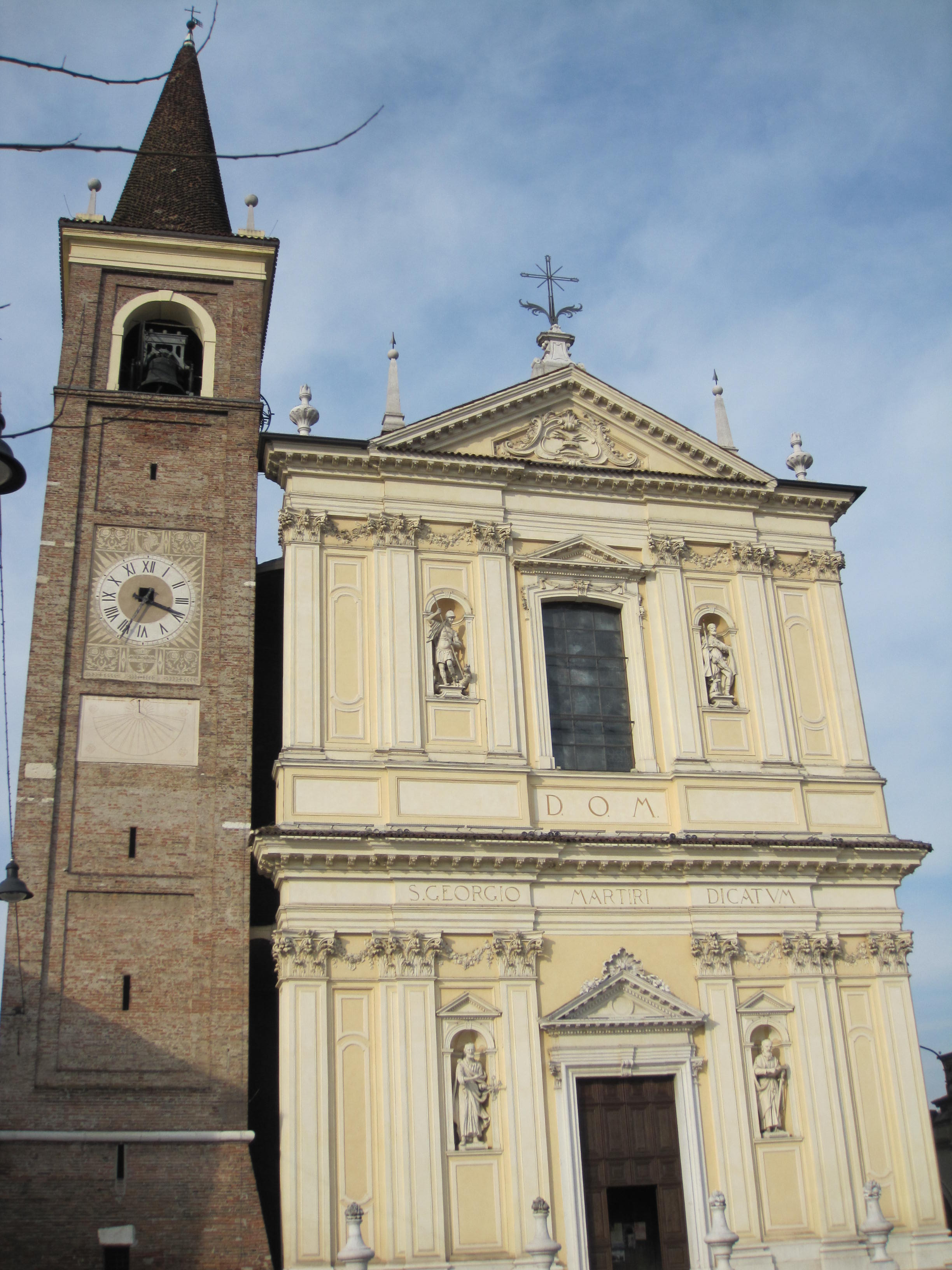

델로(Dello)는 이탈리아 브레시아도 롬바르디아주의 코무네이다.
이 지역의 총 면적은 23 제곱 킬로미터, 고도는 84미터이다. 2011년 기준 인구 수는 5,639명이다.